# 馬麥醬

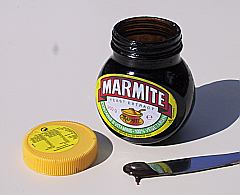
一瓶馬麥醬

馬麥醬（英語：Marmite）是一種使用啤酒釀造過程中最後沉澱堆積的酵母製作的酵母抽提物醬料，主要在英國及新西蘭生產，含有豐富的維生素B（包括人工添加，素食中不存在的B12）。馬麥醬顏色為濃棕色，帶黏性，有强鲜味、咸味和浓郁獨特的氣味。
馬麥醬主要的食用方法有塗在麵包、溶入湯中等方法，用量讲究点到为止。在香港新马华人地区，马麦酱也用于作为粥的调味，以及用来制作马麦鸡。由於馬麥醬強烈的氣味，在大多數國家都被敬而遠之，但在英國、新西蘭、澳大利亞、愛爾蘭和南非等地則極為盛行。即使是在英国，馬麥醬的标语也是“非爱即恨”（love it or hate it），表示其在人群中的评价大有两极分化。